# المرحلة التأهيلية وجولة المباريات الفاصلة في دوري أبطال أوروبا 2016–17
بدأت المرحلة التأهيلية وجولة المباريات الفاصلة في دوري أبطال أوروبا 2016–17 في 28 يونيو وانتهت في 24 أغسطس 2016. شارك ما مجموعه 56 فريقًا في المرحلة التأهيلية وجولة المباريات الفاصلة للبت في 10 من الأماكن الـ32 في مرحلة المجموعات من دوري أبطال أوروبا 2016–17.
كافة الأوقات هي بتوقيت وسط أوروبا الصيفي (ت ع م+2).

## تواريخ الجولات والقرعات
كان الجدول الزمني للمنافسة على النحو التالي (عقدت جميع القرعات في مقر اليويفا في نيون، سويسرا ما لم يذكر خلاف ذلك).
| الجولة                   | تاريخ وتوقيت القرعة  | مباراة الذهاب    | مباراة الإياب    |
| ------------------------ | -------------------- | ---------------- | ---------------- |
| الجولة التأهيلية الأولى  | 20 يونيو 2016، 12:00 | 28–29 يونيو 2016 | 5–6 يوليو 2016   |
| الجولة التأهيلية الثانية | 20 يونيو 2016، 12:00 | 12–13 يوليو 2016 | 19–20 يوليو 2016 |
| الجولة التأهيلية الثالثة | 15 يوليو 2016، 12:00 | 26–27 يوليو 2016 | 2–3 أغسطس 2016   |
| جولة المباريات الفاصلة   | 5 أغسطس 2016، 12:00  | 16–17 أغسطس 2016 | 23–24 أغسطس 2016 |

## الفرق
| مفتاح للألوان                                                                    |
| -------------------------------------------------------------------------------- |
| الفائزين بجولة المباريات الفاصلة يصعدون إلى مرحلة المجموعات                      |
| الخاسرين بجولة المباريات الفاصلة يدخلون الدوري الأوروبي مرحلة المجموعات          |
| الخاسرون بالجولة التأهيلية الثالثة يدخلون الدوري الأوروبي جولة المباريات الفاصلة |

| الفريق               | معامل       |
| مسار الدوري          | مسار الدوري |
| -------------------- | ----------- |
| مانشستر سيتي         | 99.256      |
| بورتو                | 92.616      |
| فياريال              | 60.142      |
| بوروسيا مونشنغلادباخ | 42.035      |
| روما                 | 41.587      |

| الفريق         | معامل        |
| مسار الأبطال   | مسار الأبطال |
| -------------- | ------------ |
| أولمبياكوس     | 70.940       |
| فيكتوريا بلزن  | 44.585       |
| أسترا جورجو    | 11.076       |
| مسار الدوري    |              |
| شاختار دونيتسك | 81.976       |
| أياكس أمستردام | 58.112       |
| رويال أندرلخت  | 54.000       |
| فنربخشة        | 40.920       |
| سبارتا براغ    | 40.585       |
| باوك           | 37.440       |
| ستيوا بوخارست  | 36.576       |
| موناكو         | 36.549       |
| يانغ بويز      | 24.755       |
| روستوف         | 11.716       |

| الفريق                     | معامل        |
| مسار الأبطال               | مسار الأبطال |
| -------------------------- | ------------ |
| ريد بل زالتسبورغ           | 42.520       |
| سلتيك                      | 40.460       |
| أبويل                      | 35.935       |
| باتي بوريسوف               | 34.000       |
| ليغيا وارسو                | 28.000       |
| دينامو زغرب                | 25.775       |
| لودوغورتس رازغراد          | 25.625       |
| كوبنهاغن                   | 24.720       |
| قره باغ                    | 13.475       |
| روزنبورغ                   | 12.850       |
| أستانا                     | 12.575       |
| شريف تيراسبول              | 10.575       |
| النجم الأحمر بلغراد        | 7.175        |
| دينامو تبليسي              | 5.875        |
| فيمليكافيلاغ هافنارفيارذار | 5.750        |
| ترنتشين                    | 5.400        |
| إف91 دوديلانج              | 5.050        |
| جالغيريس                   | 4.925        |
| هبوعيل بئر السبع           | 4.725        |
| أولمبيا ليوبليانا          | 4.625        |
| فاردار                     | 4.200        |
| نوركوبنغ                   | 3.975        |
| فيرينتسفاروش               | 3.475        |
| كروسيدرز                   | 3.400        |
| زرينيسكي موستار            | 3.175        |
| دوندالك                    | 2.590        |
| ملادوست بودغوريتسا         | 2.475        |
| سينايوين يالكابالوكيرهو    | 1.730        |
| بارتيزاني تيرانا[*]        | 1.575        |
| ليبايا                     | 1.075        |

| الفريق            | معامل        |
| مسار الأبطال      | مسار الأبطال |
| ----------------- | ------------ |
| نيو سانتس         | 5.200        |
| فاليتا            | 4.466        |
| فلورا             | 3.350        |
| سانتا كولوما      | 2.699        |
| بي36 توشهافن      | 1.975        |
| لينكولن ريد إيمبس | 1.700        |
| ألاشكرت           | 1.325        |
| تري بيني          | 1.316        |

ملاحظات
1. * سكندربيو كورتشه (المعامل: 7.825) استبعد من المشاركة في المنافسات الأوروبية 2016–17 بسبب التلاعب بالمباريات.[11][12] طعن في القرار أمام محكمة التحكيم الرياضية ووافق اليويفا على تعليق الاستبعاد وأدرج سكندربيو كورتشه في قرعة الجولة التأهيلية الثانية.[13] وقد اتخذت محكمة التحكيم الرياضية في 6 يوليو 2016، القرار النهائي باستبعاد سكندربيو كورتشه، قبل أن تلعب الجولة التأهيلية الثانية.[14][15] نتيجة لذلك، أعطيت البطاقة إلى الوصيف، بارتيزاني تيرانا.[16]

## الجولة التأهيلية الأولى

### التصنيف
| مصنف                                               | غير مصنف                                             |
| -------------------------------------------------- | ---------------------------------------------------- |
| نيو سانتس نادي فاليتا نادي فلورا نادي سانتا كولوما | بي36 توشهافن نادي لينكولن ريد إيمبس ألاشكرت تري بيني |

### الملخص
| الفريق الأول | إجم.    | الفريق الثاني     | مباراة الذهاب | مباراة الإياب |
| ------------ | ------- | ----------------- | ------------- | ------------- |
| فلورا        | 2–3     | لينكولن ريد إيمبس | 2–1           | 0–2           |
| نيو سانتس    | 5–1     | تري بيني          | 2–1           | 3–0           |
| فاليتا       | 2–2 (خ) | بي36 توشهافن      | 1–0           | 1–2           |
| سانتا كولوما | 0–3     | ألاشكرت           | 0–0           | 0–3           |

### المباريات
| نادي فلورا                           | 2–1   | نادي لينكولن ريد إيمبس |
| ------------------------------------ | ----- | ---------------------- |
| - راونو أليكو 35' - راونو سابينن 49' | تقرير | جوزيف تشيبولينا 57'    |

| نادي لينكولن ريد إيمبس                                      | 2–0   | نادي فلورا |
| ----------------------------------------------------------- | ----- | ---------- |
| - جوزيف تشيبولينا 15' (ركلة.) - أنتونيو كالديرون فاييخو 79' | تقرير |            |

لينكولن ريد إيمبس فاز 3–2 في الإجمالي.
| نيو سانتس                          | 2–1   | تري بيني              |
| ---------------------------------- | ----- | --------------------- |
| - سكوت كويغلي 13' - جيمي مولان 40' | تقرير | ستيفانو فراترنالي 16' |

| تري بيني | 0–3   | نيو سانتس                                              |
| -------- | ----- | ------------------------------------------------------ |
|          | تقرير | - سكوت كويغلي 45' - إيرون إدواردز 47' - غريغ دريبر 90' |

فاز ذا نيو سينتس 5–1 في الإجمالي.
| نادي فاليتا          | 1–0   | بي36 توشهافن |
| -------------------- | ----- | ------------ |
| فيديريكو فالكوني 69' | تقرير |              |

| بي36 توشهافن                                | 2–1   | نادي فاليتا          |
| ------------------------------------------- | ----- | -------------------- |
| - هانوس ثورلايفسون 11' - هانيس أغنارسون 66' | تقرير | فيديريكو فالكوني 24' |

2–2 في الإجملي. فاليتا فاز في الأهداف الخارجية.
| نادي سانتا كولوما | 0–0   | ألاشكرت |
| ----------------- | ----- | ------- |
|                   | تقرير |         |

| ألاشكرت                                                            | 3–0   | نادي سانتا كولوما |
| ------------------------------------------------------------------ | ----- | ----------------- |
| - فاهاغن ميناسيان 12' - نوراير غيوزاليان 84' - أرتور يديغاريان 88' | تقرير |                   |

ألاشكرت فاز 3–0 في الإجمالي.

## الجولة التأهيلية الثانية

### التصنيف
| المجموعة 1                                                                     | المجموعة 1                                                                    | المجموعة 2                                                                                            | المجموعة 2                                                                            | المجموعة 3                                                                                         | المجموعة 3                                                                                                |
| مصنف                                                                           | غير مصنف                                                                      | مصنف                                                                                                  | غير مصنف                                                                              | مصنف                                                                                               | غير مصنف                                                                                                  |
| ------------------------------------------------------------------------------ | ----------------------------------------------------------------------------- | --- | ------------------------------------------------------------------------------------- | -------------------------------------------------------------------------------------------------- | --- |
| ريد بل زالتسبورغ نادي دينامو زغرب نادي قره باغ نادي شريف تيراسبول نادي ترنتشين | إف91 دوديلانج نادي هبوعيل بئر السبع أولمبيا ليوبليانا نادي فاردار نادي ليبايا | نادي أبويل ليغيا وارسو نادي لودوغورتس رازغراد نادي أستانا نادي سكندربيو كورتشه[††] نادي دينامو تبليسي | نيو سانتس[†] نادي جالغيريس فيرينتسفاروش زرينيسكي موستار ألاشكرت[†] ملادوست بودغوريتسا | نادي سلتيك باتي بوريسوف نادي كوبنهاغن نادي روزنبورغ النجم الأحمر بلغراد فيمليكافيلاغ هافنارفيارذار | نادي لينكولن ريد إيمبس[†] نادي نوركوبنغ نادي كروسيدرز نادي فاليتا[†] نادي دوندالك سينايوين يالكابالوكيرهو |

ملاحظات
1. † Winners of the first qualifying round whose identity was not known at the time of the draw. Teams in italics defeated a team with a higher coefficient in the first qualifying round, thus effectively taking the coefficient of their defeated opponent in the draw for the second qualifying round.
2. †† نادي سكندربيو كورتشه would have qualified for the Champions League second qualifying round as the champions of the دوري السوبر الألباني 2015–16, but were excluded from participating in the 2016–17 European competitions by UEFA for match-fixing. They were included in the second qualifying round awaiting an appeal to the محكمة التحكيم الرياضية, but were later replaced by بارتيزاني تيرانا after their appeal was denied.[16]

### الملخص
لعبت مباريات الذهاب في 12 و13 يوليو، ولعبت مباريات الإياب في 19 و20 يوليو 2016.

| الفريق الأول      | إجم.         | الفريق الثاني              | مباراة الذهاب | مباراة الإياب |
| ----------------- | ------------ | -------------------------- | ------------- | ------------- |
| قره باغ           | 3–1          | إف91 دوديلانج              | 2–0           | 1–1           |
| هبوعيل بئر السبع  | 3–2          | شريف تيراسبول              | 3–2           | 0–0           |
| أولمبيا ليوبليانا | 6–6 (خ)      | ترنتشين                    | 3–4           | 3–2           |
| ريد بل زالتسبورغ  | 3–0          | ليبايا                     | 1–0           | 2–0           |
| فاردار            | 3–5          | دينامو زغرب                | 1–2           | 2–3           |
| نيو سانتس         | 0–3          | أبويل                      | 0–0           | 0–3           |
| زرينيسكي موستار   | 1–3          | ليغيا وارسو                | 1–1           | 0–2           |
| لودوغورتس رازغراد | 5–0          | ملادوست بودغوريتسا         | 2–0           | 3–0           |
| دينامو تبليسي     | 3–1          | ألاشكرت                    | 2–0           | 1–1           |
| جالغيريس          | 1–2          | أستانا                     | 0–0           | 1–2           |
| بارتيزاني تيرانا  | 2–2 (3–1 ج.) | فيرينتسفاروش               | 1–1           | 1–1 (ب.و.إ.)  |
| باتي بوريسوف      | 4–2          | سينايوين يالكابالوكيرهو    | 2–0           | 2–2           |
| فاليتا            | 2–4          | النجم الأحمر بلغراد        | 1–2           | 1–2           |
| روزنبورغ          | 5–4          | نوركوبنغ                   | 3–1           | 2–3           |
| دوندالك           | 3–3 (خ)      | فيمليكافيلاغ هافنارفيارذار | 1–1           | 2–2           |
| لينكولن ريد إيمبس | 1–3          | سلتيك                      | 1–0           | 0–3           |
| كروسيدرز          | 0–9          | كوبنهاغن                   | 0–3           | 0–6           |

### المباريات
| نادي قره باغ                                | 2–0   | إف91 دوديلانج |
| ------------------------------------------- | ----- | ------------- |
| ريتشارد ألميدا دي أوليفيرا 10' (ركلة.)، 27' | تقرير |               |

| إف91 دوديلانج | 1–1   | نادي قره باغ                   |
| ------------- | ----- | ------------------------------ |
| N'Diaye 71'   | تقرير | رينالدو دوس سانتوس سيلفا 90+4' |

فاز قره باغ 3–1 في الإجمالي.
| نادي هبوعيل بئر السبع                                            | 3–2   | نادي شريف تيراسبول                         |
| ---------------------------------------------------------------- | ----- | ------------------------------------------ |
| - Ogu 43' - إيليانوف باردا 52' (ركلة.) - مهران راضي ‏ 90' (ركلة.) | تقرير | - جوزيب إيفانشيتش 22' - جوزيب بريزوفيك 64' |

| نادي شريف تيراسبول | 0–0   | نادي هبوعيل بئر السبع |
| ------------------ | ----- | --------------------- |
|                    | تقرير |                       |

فاز هبوعيل بئر السبع 3–2 في الإجمالي.
| أولمبيا ليوبليانا                             | 3–4   | نادي ترنتشين                                                                |
| --------------------------------------------- | ----- | --------------------------------------------------------------------------- |
| - إيتيان فيليكونجا 34' - Zajc 43' - Eleke 89' | تقرير | - جيمس لورانس (لاعب كرة قدم) 4' - Kalu 6' - رانجيلو جانغا 20' - Holúbek 32' |

| نادي ترنتشين                   | 2–3   | أولمبيا ليوبليانا                         |
| ------------------------------ | ----- | ----------------------------------------- |
| - رانجيلو جانغا 13' - Bero 20' | تقرير | - ديان كيلار 41' - Eleke 45' - Klinar 79' |

6–6 في الإجمالي. فاز ترنتشين بفارق الأهداف خارج الديار.
| ريد بل زالتسبورغ    | 1–0   | نادي ليبايا |
| ------------------- | ----- | ----------- |
| جوناثان سوريانو 83' | تقرير |             |

| نادي ليبايا | 0–2   | ريد بل زالتسبورغ                 |
| ----------- | ----- | -------------------------------- |
|             | تقرير | - فالون بيريشا 35' - برناردو 65' |

فاز ريد بل زالتسبورغ 3–0 في الإجمالي.
| نادي فاردار       | 1–2   | نادي دينامو زغرب                        |
| ----------------- | ----- | --------------------------------------- |
| Hambardzumyan 54' | تقرير | - Mijušković 21' (ه.ذ.) - ماركو روغ 30' |

| نادي دينامو زغرب                                            | 3–2   | نادي فاردار              |
| ----------------------------------------------------------- | ----- | ------------------------ |
| - ماركو بياتسا 55' (ركلة.)، 70' (ركلة.) - باولو ماتشادو 79' | تقرير | داركو فيلكوفسكي 39'، 63' |

فاز دينامو زغرب 5–3 في الإجمالي.
| نيو سانتس | 0–0   | نادي أبويل |
| --------- | ----- | ---------- |
|           | تقرير |            |

| نادي أبويل                                                             | 3–0   | نيو سانتس |
| ---------------------------------------------------------------------- | ----- | --------- |
| - Alexandrou 54' - بييروس سوتيريو 73' - توماس دي فينسنتي 90+5' (ركلة.) | تقرير |           |

فاز أبويل 3–0 في الإجمالي.
| زرينيسكي موستار | 1–1   | ليغيا وارسو          |
| --------------- | ----- | -------------------- |
| Katanec 57'     | تقرير | نيمانيا نيكوليتش 49' |

| ليغيا وارسو                       | 2–0   | زرينيسكي موستار |
| --------------------------------- | ----- | --------------- |
| نيمانيا نيكوليتش 28' (ركلة.)، 62' | تقرير |                 |

فاز ليغيا وارسو 3–1 في الإجمالي.
| نادي لودوغورتس رازغراد                      | 2–0   | ملادوست بودغوريتسا |
| ------------------------------------------- | ----- | ------------------ |
| - كوسمين موتي 13' (ركلة.) - جودي لوكوكي 26' | تقرير |                    |

| ملادوست بودغوريتسا | 0–3   | نادي لودوغورتس رازغراد                                 |
| ------------------ | ----- | ------------------------------------------------------ |
|                    | تقرير | - جودي لوكوكي 39'، 64' - واندرسون كريستالدو فارياس 48' |

لودوغورتس رازغراد فاز 5–0 في الإجمالي.
| نادي دينامو تبليسي                                   | 2–0   | ألاشكرت |
| ---------------------------------------------------- | ----- | ------- |
| - أوتار كيتيشفيلي 55' - غيورغي كفيليتايا 69' (ركلة.) | تقرير |         |

| ألاشكرت       | 1–1   | نادي دينامو تبليسي |
| ------------- | ----- | ------------------ |
| Gyozalyan 51' | تقرير | جابا جيغوري 21'    |

دينامو تبليسي فاز 3–1 في الإجمالي.
| نادي جالغيريس | 0–0   | نادي أستانا |
| ------------- | ----- | ----------- |
|               | تقرير |             |

| نادي أستانا               | 2–1   | نادي جالغيريس |
| ------------------------- | ----- | ------------- |
| مارين أنيتشيتش 31'، 90+2' | تقرير | Elivelto 57'  |

أستانا فاز 2–1 في الإجمالي.
| بارتيزاني تيرانا | 1–1   | فيرينتسفاروش    |
| ---------------- | ----- | --------------- |
| ريالدو فيلي 47'  | تقرير | دانييل بوده 71' |

| فيرينتسفاروش            | 1–1 (ب.و.إ.) | بارتيزاني تيرانا  |
| ----------------------- | ------------ | ----------------- |
| زولتان غيرا 14' (ركلة.) | تقرير        | Hüsing 40' (ه.ذ.) |

2–2 في الإجمالي. فاز بارتيزاني تيرانا 3–1 في ضربات الترجيح.
| باتي بوريسوف                        | 2–0   | سينايوين يالكابالوكيرهو |
| ----------------------------------- | ----- | ----------------------- |
| - Kendysh 32' - فيتالي روديونوف 68' | تقرير |                         |

| سينايوين يالكابالوكيرهو            | 2–2   | باتي بوريسوف               |
| ---------------------------------- | ----- | -------------------------- |
| - آرييل نغوكام 44' - روب ريسكي 61' | تقرير | - Karnitsky 15' - Rios 29' |

فاز باتي بوريسوف 4–2 في الإجمالي.
| نادي فاليتا          | 1–2   | النجم الأحمر بلغراد               |
| -------------------- | ----- | --------------------------------- |
| فريدريكو فالكوني 15' | تقرير | - ألكسندر كاتاي 66' - Sikimić 75' |

| النجم الأحمر بلغراد                     | 2–1   | نادي فاليتا         |
| --------------------------------------- | ----- | ------------------- |
| - ميتشيل دونالد 30' - ألكسندر كاتاي 76' | تقرير | جوناثان كاروانا 11' |

فاز النجم الأحمر 4–2 في الإجمالي.
| نادي روزنبورغ                                                                | 3–1   | نادي نوركوبنغ         |
| ---------------------------------------------------------------------------- | ----- | --------------------- |
| - هولمار أورن إيولفسون 48' - بال أندريه هيلاند 62' - يان إيريك دي لانلاي 65' | تقرير | سيباستيان أندرسون 70' |

| نادي نوركوبنغ                                      | 3–2   | نادي روزنبورغ                                   |
| -------------------------------------------------- | ----- | ----------------------------------------------- |
| - سيباستيان أندرسون 57'، 77' - كريستوفر نايمان 59' | تقرير | - Gytkjær 36' (ركلة.) - يان إيريك دي لانلاي 55' |

فاز روزنبورغ 5–4 في الإجمالي.
| نادي دوندالك       | 1–1   | فيمليكافيلاغ هافنارفيارذار |
| ------------------ | ----- | -------------------------- |
| ديفيد ماكميلان 66' | تقرير | ستيفن لينون 77'            |

| فيمليكافيلاغ هافنارفيارذار               | 2–2   | نادي دوندالك            |
| ---------------------------------------- | ----- | ----------------------- |
| - سام هيوسون 19' - K. F. Finnbogason 78' | تقرير | ديفيد ماكميلان 52'، 62' |

3–3 في الإجمالي. فاز دوندالك بفارق الأهداف خارج الديار.
| نادي لينكولن ريد إيمبس | 1–0   | نادي سلتيك |
| ---------------------- | ----- | ---------- |
| لي كاسيارو 48'         | تقرير |            |

| نادي سلتيك                                                 | 3–0   | نادي لينكولن ريد إيمبس |
| ---------------------------------------------------------- | ----- | ---------------------- |
| - ميكائيل لوستيغ 23' - لاي غريفيثس 25' - باتريك روبرتس 29' | تقرير |                        |

فاز سلتيك 3–1 في الإجمالي.
| نادي كروسيدرز | 0–3   | نادي كوبنهاغن                                              |
| ------------- | ----- | ---------------------------------------------------------- |
|               | تقرير | - فيديريكو سانتاندير 6' - أندرياس كورنيليوس 40' - Falk 53' |

| نادي كوبنهاغن | 6–0   | نادي كروسيدرز |
| --- | ----- | ------------- |
| - أندريا بافلوفيتش 15' - أندرو ميتشيل (لاعب كرة قدم) 45+1' (ه.ذ.) - أندرياس كورنيليوس 48'، 76' - Falk 58' - Greguš 68' | تقرير |               |

فاز كوبنهاغن 9–0 في الإجمالي.

## الجولة التأهيلية الثالثة

### التصنيف
| مسار الأبطال                                                                   | مسار الأبطال                                                                                   | مسار الأبطال                                                                                 | مسار الأبطال                                                                                | مسار الدوري                                                                        | مسار الدوري                                                             |
| المجموعة 1                                                                     | المجموعة 1                                                                                     | المجموعة 2                                                                                   | المجموعة 2                                                                                  | مسار الدوري                                                                        | مسار الدوري                                                             |
| مصنف                                                                           | غير مصنف                                                                                       | مصنف                                                                                         | غير مصنف                                                                                    | مصنف                                                                               | غير مصنف                                                                |
| ------------------------------------------------------------------------------ | ---------------------------------------------------------------------------------------------- | -------------------------------------------------------------------------------------------- | ------------------------------------------------------------------------------------------- | ---------------------------------------------------------------------------------- | ----------------------------------------------------------------------- |
| نادي أولمبياكوس نادي سلتيك[†] نادي أبويل[†] ليغيا وارسو[†] نادي دينامو زغرب[†] | نادي روزنبورغ[†] نادي أستانا[†] نادي هبوعيل بئر السبع[†] نادي دينامو تبليسي[†] نادي ترنتشين[†] | فيكتوريا بلزن ريد بل زالتسبورغ[†] باتي بوريسوف[†] نادي لودوغورتس رازغراد[†] نادي كوبنهاغن[†] | نادي قره باغ[†] نادي أسترا جورجو النجم الأحمر بلغراد[†] نادي دوندالك[†] بارتيزاني تيرانا[†] | نادي شاختار دونيتسك[††] أياكس أمستردام نادي رويال أندرلخت نادي فنربخشة سبارتا براغ | نادي باوك نادي ستيوا بوخارست نادي موناكو نادي يانغ بويز نادي روستوف[††] |

ملاحظات
1. † الفائزين بالجولة التأهيلية الثانية، الذين لم تكن هويتهم معروفة في وقت سحب القرعة. الفرق بخط مائل هزمت فريقًا مع معامل أعلى في الجولة التأهيلية الثانية، وبالتالي أخذ معامل خصمه المهزوم في القرعة للجولة التأهيلية الثالثة.
2. †† في 17 يوليو 2014، قررت هيئة الطوارئ باليويفا أن الأندية الأوكرانية والروسية لن تسحب ضد بعضها البعض "حتى إشعار آخر" بسبب الاضطرابات السياسية بين البلدين.[8][21]

### الملخص
| الفريق الأول      | إجم.         | الفريق الثاني       | مباراة الذهاب | مباراة الإياب |              |
| مسار الأبطال      | مسار الأبطال | مسار الأبطال        | مسار الأبطال  | مسار الأبطال  | مسار الأبطال |
| ----------------- | ------------ | ------------------- | ------------- | ------------- | ------------ |
| روزنبورغ          | 2–4          | أبويل               | 2–1           | 0–3           |              |
| دينامو زغرب       | 3–0          | دينامو تبليسي       | 2–0           | 1–0           |              |
| أولمبياكوس        | 0–1          | هبوعيل بئر السبع    | 0–0           | 0–1           |              |
| أستانا            | 2–3          | سلتيك               | 1–1           | 1–2           |              |
| ترنتشين           | 0–1          | ليغيا وارسو         | 0–1           | 0–0           |              |
| فيكتوريا بلزن     | 1–1 (خ)      | قره باغ             | 0–0           | 1–1           |              |
| أسترا جورجو       | 1–4          | كوبنهاغن            | 1–1           | 0–3           |              |
| باتي بوريسوف      | 1–3          | دوندالك             | 1–0           | 0–3           |              |
| لودوغورتس رازغراد | 6–4          | النجم الأحمر بلغراد | 2–2           | 4–2 (ب.و.إ.)  |              |
| بارتيزاني تيرانا  | 0–3          | ريد بل زالتسبورغ    | 0–1           | 0–2           |              |
| مسار الدوري       |              |                     |               |               |              |
| أياكس أمستردام    | 3–2          | باوك                | 1–1           | 2–1           |              |
| سبارتا براغ       | 1–3          | ستيوا بوخارست       | 1–1           | 0–2           |              |
| شاختار دونيتسك    | 2–2 (2–4 ج.) | يانغ بويز           | 2–0           | 0–2 (ب.و.إ.)  |              |
| روستوف            | 4–2          | رويال أندرلخت       | 2–2           | 2–0           |              |
| فنربخشة           | 3–4          | موناكو              | 2–1           | 1–3           |              |

### المباريات
| نادي روزنبورغ                              | 2–1   | نادي أبويل         |
| ------------------------------------------ | ----- | ------------------ |
| - كريستيان ييتشار 23' - يورغن شيلفيك 45+1' | تقرير | جيورجيوس إفريم 67' |

| نادي أبويل                                                                      | 3–0   | نادي روزنبورغ |
| ------------------------------------------------------------------------------- | ----- | ------------- |
| - جيانيس جيانيوتاس 90+1' - فاندر ساكرامنتو فييرا 90+6' - توماس دي فينسنتي 90+9' | تقرير |               |

أبويل فاز 4–2 في الإجمالي.
| نادي دينامو زغرب                            | 2–0   | نادي دينامو تبليسي |
| ------------------------------------------- | ----- | ------------------ |
| - العربي هلال سوداني 39' - أنتي تشوريتش 42' | تقرير |                    |

| نادي دينامو تبليسي | 0–1   | نادي دينامو زغرب |
| ------------------ | ----- | ---------------- |
|                    | تقرير | ماركو روغ 8'     |

دينامو زغرب فاز 3–0 في الإجمالي.
| نادي أولمبياكوس | 0–0   | نادي هبوعيل بئر السبع |
| --------------- | ----- | --------------------- |
|                 | تقرير |                       |

| نادي هبوعيل بئر السبع | 1–0   | نادي أولمبياكوس |
| --------------------- | ----- | --------------- |
| شير تزيديك 79'        | تقرير |                 |

هبوعيل بئر السبع فاز 1–0 في الإجمالي.
| نادي أستانا         | 1–1   | نادي سلتيك      |
| ------------------- | ----- | --------------- |
| يوري لوغفينينكو 19' | تقرير | لاي غريفيثس 78' |

| نادي سلتيك                                                                    | 2–1   | نادي أستانا      |
| ----------------------------------------------------------------------------- | ----- | ---------------- |
| - لاي غريفيثس 45+2' (ركلة.) - موسى ديمبيلي (لاعب كرة قدم فرنسي) 90+2' (ركلة.) | تقرير | أغيم إبرايمي 62' |

سلتيك فاز 3–2 في الإجمالي.
| نادي ترنتشين | 0–1   | ليغيا وارسو          |
| ------------ | ----- | -------------------- |
|              | تقرير | نيمانيا نيكوليتش 69' |

| ليغيا وارسو | 0–0   | نادي ترنتشين |
| ----------- | ----- | ------------ |
|             | تقرير |              |

ليغيا وارسو فاز 1–0 في الإجمالي.
| فيكتوريا بلزن | 0–0   | نادي قره باغ |
| ------------- | ----- | ------------ |
|               | تقرير |              |

| نادي قره باغ | 1–1   | فيكتوريا بلزن      |
| ------------ | ----- | ------------------ |
| Muarem 28'   | تقرير | ميخال كرمنتشيك 85' |

1–1 في الإجمالي. فيكتوريا بلزن فاز في الأهداف الخارجية.
| نادي أسترا جورجو  | 1–1   | نادي كوبنهاغن    |
| ----------------- | ----- | ---------------- |
| فيليبي تيكسيرا 7' | تقرير | توماس ديلاني 64' |

| نادي كوبنهاغن                                          | 3–0   | نادي أسترا جورجو |
| ------------------------------------------------------ | ----- | ---------------- |
| - أندرياس كورنيليوس 14'، 45+1' - فيديريو سانتاندير 34' | تقرير |                  |

كوبنهاغن فاز 4–1 في الإجمالي.
| باتي بوريسوف          | 1–0   | نادي دوندالك |
| --------------------- | ----- | ------------ |
| ميخائيل غورديتشوك 70' | تقرير |              |

| نادي دوندالك                               | 3–0   | باتي بوريسوف |
| ------------------------------------------ | ----- | ------------ |
| - ديفيد ماكميلان 44'، 59' - روبي بنسون 90' | تقرير |              |

دوندالك فاز 3–1 في الإجمالي.
| نادي لودوغورتس رازغراد                  | 2–2   | النجم الأحمر بلغراد                     |
| --------------------------------------- | ----- | --------------------------------------- |
| - جوناتان كافو 43' - كلاوديو كيشيرو 76' | تقرير | - ألكساندر كاتاي 48' - غويلور كانغا 66' |

| النجم الأحمر بلغراد                           | 2–4 (ب.و.إ.) | نادي لودوغورتس رازغراد                                       |
| --------------------------------------------- | ------------ | ------------------------------------------------------------ |
| - ميتشل دونالد 17' - لويس إيبانيز 62' (ركلة.) | تقرير        | - جوناتان كافو 24' - واندرسون كريستالدو فارياس 40'، 92'، 97' |

لودوغورتس رازغراد فاز 6–4 في الإجمالي.
| بارتيزاني تيرانا | 0–1   | ريد بل زالتسبورغ            |
| ---------------- | ----- | --------------------------- |
|                  | تقرير | جوناثان سوريانو 70' (ركلة.) |

| ريد بل زالتسبورغ                                        | 2–0   | بارتيزاني تيرانا |
| ------------------------------------------------------- | ----- | ---------------- |
| - جوناثان سوريانو 76' - واندرسون ماكييل سوزا كامبوس 81' | تقرير |                  |

ريد بل زالتسبورغ فاز 3–0 في الإجمالي.
| أياكس أمستردام   | 1–1   | نادي باوك        |
| ---------------- | ----- | ---------------- |
| كاسبر دولبرغ 58' | تقرير | جالما كامبوس 27' |

| نادي باوك               | 1–2   | أياكس أمستردام                |
| ----------------------- | ----- | ----------------------------- |
| ستيفانوس أتاناسياديس 4' | تقرير | دافي كلاسن 45+1' (ركلة.)، 88' |

أياكس فاز 3–2 في الإجمالي.
| سبارتا براغ    | 1–1   | نادي ستيوا بوخارست   |
| -------------- | ----- | -------------------- |
| يوسف شورال 35' | تقرير | نيكوشور ستانتشيو 75' |

| نادي ستيوا بوخارست        | 2–0   | سبارتا براغ |
| ------------------------- | ----- | ----------- |
| نيكوشور ستانتشيو 31'، 63' | تقرير |             |

ستيوا بوخارست فاز 3–1 في الإجمالي.
| نادي شاختار دونيتسك                       | 2–0   | نادي يانغ بويز |
| ----------------------------------------- | ----- | -------------- |
| - برنارد دوارتي 27' - يفهين سيليزنيوف 75' | تقرير |                |

| نادي يانغ بويز     | 2–0 (ب.و.إ.) | نادي شاختار دونيتسك |
| ------------------ | ------------ | ------------------- |
| يويا كوبو 54'، 60' | تقرير        |                     |

2–2 في الإجمالي. يانغ بويز فاز 4–2 في ركلات الجزاء الترجيحية.
| نادي روستوف                                     | 2–2   | نادي رويال أندرلخت                  |
| ----------------------------------------------- | ----- | ----------------------------------- |
| - سعيد عزت اللهي 16' - دميتري بولوز 60' (ركلة.) | تقرير | - سفيان هاني 3' - يوري تيليمانس 52' |

| نادي رويال أندرلخت | 0–2   | نادي روستوف                            |
| ------------------ | ----- | -------------------------------------- |
|                    | تقرير | - كريستيان نوبوا 28' - سردار آزمون 47' |

روستوف فاز 4–2 في الإجمالي.
| نادي فنربخشة              | 2–1   | نادي موناكو        |
| ------------------------- | ----- | ------------------ |
| إيمانويل إمينيكي 39'، 61' | تقرير | راداميل فالكاو 42' |

| نادي موناكو                                           | 3–1   | نادي فنربخشة         |
| ----------------------------------------------------- | ----- | -------------------- |
| - فاليري جيرماين 2'، 65' - راداميل فالكاو 18' (ركلة.) | تقرير | إيمانويل إمينيكي 53' |

موناكو فاز 4–3 في الإجمالي.

## جولة المباريات الفاصلة

### التصنيف
| مسار الأبطال                                                                    | مسار الأبطال                                                                                            | مسار الدوري                                                                 | مسار الدوري                                                                     |
| مصنف                                                                            | غير مصنف                                                                                                | مصنف                                                                        | غير مصنف                                                                        |
| ------------------------------------------------------------------------------- | --- | --------------------------------------------------------------------------- | ------------------------------------------------------------------------------- |
| فيكتوريا بلزن[†] ريد بل زالتسبورغ[†] نادي سلتيك[†] نادي أبويل[†] ليغيا وارسو[†] | نادي دينامو زغرب[†] نادي لودوغورتس رازغراد[†] نادي كوبنهاغن[†] نادي هبوعيل بئر السبع[†] نادي دوندالك[†] | مانشستر سيتي نادي بورتو نادي فياريال أياكس أمستردام[†] بوروسيا مونشنغلادباخ | نادي روما نادي ستيوا بوخارست[†] نادي موناكو[†] نادي يانغ بويز[†] نادي روستوف[†] |

ملاحظات
1. † الفائزين بالجولة التأهيلية الثالثة.

### الملخص
لعبت مباريات الذهاب في 16 و17 أغسطس، ولعبت مباريات الإياب في 23 و24 أغسطس 2016.

| الفريق الأول      | إجم.         | الفريق الثاني        | مباراة الذهاب | مباراة الإياب |              |
| مسار الأبطال      | مسار الأبطال | مسار الأبطال         | مسار الأبطال  | مسار الأبطال  | مسار الأبطال |
| ----------------- | ------------ | -------------------- | ------------- | ------------- | ------------ |
| لودوغورتس رازغراد | 4–2          | فيكتوريا بلزن        | 2–0           | 2–2           |              |
| سلتيك             | 5–4          | هبوعيل بئر السبع     | 5–2           | 0–2           |              |
| كوبنهاغن          | 2–1          | أبويل                | 1–0           | 1–1           |              |
| دوندالك           | 1–3          | ليغيا وارسو          | 0–2           | 1–1           |              |
| دينامو زغرب       | 3–2          | ريد بل زالتسبورغ     | 1–1           | 2–1 (ب.و.إ.)  |              |
| مسار الدوري       |              |                      |               |               |              |
| ستيوا بوخارست     | 0–6          | مانشستر سيتي         | 0–5           | 0–1           |              |
| بورتو             | 4–1          | روما                 | 1–1           | 3–0           |              |
| أياكس أمستردام    | 2–5          | روستوف               | 1–1           | 1–4           |              |
| يانغ بويز         | 2–9          | بوروسيا مونشنغلادباخ | 1–3           | 1–6           |              |
| فياريال           | 1–3          | موناكو               | 1–2           | 0–1           |              |

### المباريات
| نادي لودوغورتس رازغراد                          | 2–0   | فيكتوريا بلزن |
| ----------------------------------------------- | ----- | ------------- |
| - كوسمين موتي 51' (ركلة.) - فيرغيل ميسيدجان 64' | تقرير |               |

| فيكتوريا بلزن                     | 2–2   | نادي لودوغورتس رازغراد                       |
| --------------------------------- | ----- | -------------------------------------------- |
| - ميخال جوريش 7' - أليش ماتيو 64' | تقرير | - فيرغيل ميسيدجان 17' - كلاوديو كيشيرو 90+5' |

لودوغورتس رازغراد فاز 4–2 في الإجمالي.
| نادي سلتيك                                                                   | 5–2   | نادي هبوعيل بئر السبع                    |
| ---------------------------------------------------------------------------- | ----- | ---------------------------------------- |
| - توم روغيتش 9' - لاي غريفيثس 39'، 45+1' - موسى ديمبيلي 73' - سكوت براون 85' | تقرير | - لوسيو مارانهاو 55' - ماور ميليكسون 57' |

| نادي هبوعيل بئر السبع            | 2–0   | نادي سلتيك |
| -------------------------------- | ----- | ---------- |
| - بن سحر 21' - أوفيديو هوبان 48' | تقرير |            |

سلتيك فاز 5–4 في الإجمالي.
| نادي كوبنهاغن        | 1–0   | نادي أبويل |
| -------------------- | ----- | ---------- |
| أندريا بافلوفيتش 43' | تقرير |            |

| نادي أبويل         | 1–1   | نادي كوبنهاغن          |
| ------------------ | ----- | ---------------------- |
| بييروس سوتيريو 69' | تقرير | فيديريكو سانتاندير 86' |

كوبنهاغن فاز 2–1 في الإجمالي.
| نادي دوندالك | 0–2   | ليغيا وارسو                                               |
| ------------ | ----- | --------------------------------------------------------- |
|              | تقرير | - نيمانيا نيكوليتش 56' (ركلة.) - ألكساندر برييوفيتش 90+4' |

| ليغيا وارسو           | 1–1   | نادي دوندالك   |
| --------------------- | ----- | -------------- |
| ميخاو كوخارتشيك 90+2' | تقرير | روبي بنسون 19' |

ليغيا وارسو فاز 3–1 في الإجمالي.
| نادي دينامو زغرب      | 1–1   | ريد بل زالتسبورغ    |
| --------------------- | ----- | ------------------- |
| ماركو روغ 76' (ركلة.) | تقرير | فالنتينو لازارو 59' |

| ريد بل زالتسبورغ    | 1–2 (ب.و.إ.) | نادي دينامو زغرب                               |
| ------------------- | ------------ | ---------------------------------------------- |
| فالنتينو لازارو 22' | تقرير        | - جونيور فرنانديز 87' - العربي هلال سوداني 95' |

دينامو زغرب فاز 3–2 في الإجمالي.
| نادي ستيوا بوخارست | 0–5   | مانشستر سيتي                                                 |
| ------------------ | ----- | ------------------------------------------------------------ |
|                    | تقرير | - دافيد سيلفا 13' - سيرخيو أغويرو 41'، 78'، 89' - نوليتو 49' |

| مانشستر سيتي    | 1–0   | نادي ستيوا بوخارست |
| --------------- | ----- | ------------------ |
| فابيان ديلف 56' | تقرير |                    |

مانشستر سيتي فاز 6–0 في الإجمالي.
| نادي بورتو               | 1–1   | نادي روما                                   |
| ------------------------ | ----- | ------------------------------------------- |
| أندريه سيلفا 61' (ركلة.) | تقرير | فيليبي أوغوستو دي ألميدا مونتيرو 21' (ه.ذ.) |

| نادي روما | 0–3   | نادي بورتو                                                                 |
| --------- | ----- | -------------------------------------------------------------------------- |
|           | تقرير | - فيليبي أوغوستو دي ألميدا مونتيرو 8' - ميغيل لايون 73' - خيسوس كورونا 75' |

بورتو فاز 4–1 في الإجمالي.
| أياكس أمستردام         | 1–1   | نادي روستوف        |
| ---------------------- | ----- | ------------------ |
| دافي كلاسن 38' (ركلة.) | تقرير | كريستيان نوبوا 13' |

| نادي روستوف                                                                     | 4–1   | أياكس أمستردام         |
| ------------------------------------------------------------------------------- | ----- | ---------------------- |
| - سردار آزمون 34' - ألكساندر يروخين 52' - كريستيان نوبوا 60' - دميتري بولوز 66' | تقرير | دافي كلاسن 84' (ركلة.) |

روستوف فاز 5–2 في الإجمالي.
| نادي يانغ بويز       | 1–3   | بوروسيا مونشنغلادباخ                                                    |
| -------------------- | ----- | ----------------------------------------------------------------------- |
| ميراليم سوليماني 56' | تقرير | - رافاييل كايتانو دي أراوجو 11' - أندريه هان 67' - آلان روشا 69' (ه.ذ.) |

| بوروسيا مونشنغلادباخ                                                  | 6–1   | نادي يانغ بويز  |
| --------------------------------------------------------------------- | ----- | --------------- |
| - تورغان هازار 9'، 64'، 84' - رافاييل كايتانو دي أراوجو 33'، 40'، 77' | تقرير | يوريك رافيت 79' |

بوروسيا مونشنغلادباخ فاز 9–2 في الإجمالي.
| نادي فياريال      | 1–2   | نادي موناكو                              |
| ----------------- | ----- | ---------------------------------------- |
| ألكساندر باتو 36' | تقرير | - فابينيو 3' (ركلة.) - برناردو سيلفا 72' |

| نادي موناكو           | 1–0   | نادي فياريال |
| --------------------- | ----- | ------------ |
| فابينيو 90+1' (ركلة.) | تقرير |              |

موناكو فاز 3–1 في الإجمالي.

## أفضل الهدافين
سُجل 239 هدفًا في 92 مباراة في المرحلة التأهيلية وجولة المباريات الفاصلة، بمتوسط 2.6 هدف لكل مباراة.
| مرتبة | اللاعب                    | الفريق               | الأهداف | الدقائق الملعوبة |
| ----- | ------------------------- | -------------------- | ------- | ---------------- |
| 1     | أندرياس كورنيليوس         | كوبنهاغن             | 5       | 434              |
| 1     | نيمانيا نيكوليتش          | ليغيا وارسو          | 5       | 458              |
| 1     | ديفيد ماكميلان            | دوندالك              | 5       | 486              |
| 1     | لاي غريفيثس               | سلتيك                | 5       | 507              |
| 5     | رافاييل كايتانو دي أراوجو | بوروسيا مونشنغلادباخ | 4       | 180              |
| 5     | دافي كلاسن                | أياكس                | 4       | 360              |
| 5     | واندرسون كريستالدو فارياس | لودوغورتس رازغراد    | 4       | 530              |

مصدر: